# Saint-Denis-Hors
Saint-Denis-Hors est une ancienne commune d'Indre-et-Loire, rattachée à Amboise en 1946 et sur laquelle se situait notamment l'emprise de l'oppidum des Châteliers.
Au cours de la Révolution française, la commune porta provisoirement le nom d'Amboise-Extra-Muros.
De 1876 à 1902, Louis Mangeant-Gaucher, officier du Mérite agricole, officier d'Académie, est à plusieurs reprises maire de Saint-Denis-Hors.

## Démographie
| 1793 | 1800  | 1806 | 1821 | 1831 | 1836 | 1841  | 1846  | 1851  |
| ---- | ----- | ---- | ---- | ---- | ---- | ----- | ----- | ----- |
| 837  | 1 014 | 938  | 793  | 948  | 934  | 1 044 | 1 100 | 1 173 |

| 1856  | 1861  | 1866  | 1872  | 1876  | 1881  | 1886  | 1891  | 1896  |
| ----- | ----- | ----- | ----- | ----- | ----- | ----- | ----- | ----- |
| 1 216 | 1 310 | 1 219 | 1 184 | 1 257 | 1 290 | 1 455 | 1 438 | 1 551 |

| 1901  | 1906  | 1911  | 1921  | 1926  | 1931  | 1936  | 1946  | - |
| ----- | ----- | ----- | ----- | ----- | ----- | ----- | ----- | - |
| 1 685 | 1 677 | 1 704 | 1 683 | 1 696 | 1 712 | 1 725 | 2 064 | - |